# David Oteo
David Oteo (Città del Messico, 27 luglio 1973) è un ex calciatore messicano, di ruolo difensore.

## Biografia
David Oteo Rojas è nato il 27 luglio 1973 a Città del Messico, in Messico. Cresciuto in un contesto urbano fortemente legato al calcio, si avvicinò fin da giovane al pallone, entrando nelle giovanili dei Pumas UNAM, uno dei club storici della capitale. La sua crescita calcistica fu caratterizzata da un’ottima disciplina tattica e una spiccata capacità di adattamento, qualità che lo portarono presto all’attenzione del calcio professionistico e, successivamente, della nazionale messicana.

## Carriera
Oteo fece il suo debutto professionistico con i Pumas UNAM nel 1992, dove giocò fino al 1999, accumulando oltre 170 presenze in Primera División de México. Nel 1999 si trasferì ai Tigres UANL, club con cui disputò diverse stagioni ad alto livello, contribuendo alla solidità difensiva della squadra.
Dopo l’esperienza ai Tigres, giocò anche con Toluca, Atlante FC e altre squadre della massima serie messicana, concludendo la carriera nel 2011.
A livello internazionale, vestì la maglia della nazionale messicana tra il 1996 e il 2004, collezionando 12 presenze. Fu convocato per la Copa América 1999, dove il Messico ottenne un prestigioso terzo posto.

## Caratteristiche tecniche
David Oteo era un difensore centrale affidabile, conosciuto per il suo senso della posizione, l’intelligenza tattica e l’efficacia nei contrasti. Poteva essere impiegato anche come terzino destro grazie alla sua versatilità. Nonostante non fosse particolarmente alto, compensava con un buon tempismo negli interventi e una marcatura attenta. La sua compostezza e capacità di lettura del gioco lo resero un elemento prezioso in diverse squadre del campionato messicano.